# Linda Thomas-Greenfield
Linda Thomas-Greenfield (ur. 22 listopada 1952 w Baker) – amerykańska dyplomatka. W latach 2013–2017 pełniła funkcję asystentki sekretarza stanu ds. afrykańskich w Biurze Spraw Zagranicznych Departamentu Stanu USA, w latach 2012–2013 dyrektor generalna United States Foreign Service, ambasador Stanów Zjednoczonych w Liberii od 2008 do 2012 roku. 31. ambasador Stanów Zjednoczonych przy Organizacji Narodów Zjednoczonych od 25 lutego 2021 do 20 stycznia 2025 roku.

## Życiorys

### Młodość i wykształcenie
Linda Thomas-Greenfield urodziła się w Baker w stanie Luizjana. Uzyskała tytuł Bachelor of Arts na Uniwersytecie Stanu Luizjana. Na Uniwersytecie Wisconsin w Madison zdobyła w 1975 roku tytuł magister administracji publicznej.

### Kariera dyplomatyczna
Zanim w 1982 roku rozpoczęła pracę w United States Foreign Service, uczyła politologii na Bucknell University. W latach 2004–2006 pełniła funkcję zastępczynu asystenta sekretarza stanu ds. ludności, uchodźców i migracji. Od 2008 do 2012 roku była ambasadorem Stanów Zjednoczonych w Liberii. Następnie, w latach 2012–2013 była dyrektor generalną United States Foreign Service. Była członkinią delegacji zagranicznych do: Szwajcarii, Pakistanu, Kenii, Gambii, Nigerii i Jamajki. Od 6 sierpnia 2013 do 10 marca 2017 była asystentką sekretarza stanu ds. afrykańskich w Biurze Spraw Zagranicznych Departamentu Stanu USA.
W listopadzie 2020 roku Joe Biden poinformował o nominacji Lindy Thomas-Greenfield na stanowisko ambasador Stanów Zjednoczonych przy Organizacji Narodów Zjednoczonych. 23 lutego 2021 Senat Stanów Zjednoczonych stosunkiem głosów 78–20 zatwierdził nominację Lindy Thomas-Greenfield na to stanowisko. 24 lutego została zaprzysiężona. Funkcję objęła dzień później, po złożeniu listów uwierzytelniających na ręce sekretarza generalnego ONZ António Guterresa.
W marcu 2021 roku oraz w maju 2022 roku, w trakcie amerykańskich prezydencji w Radzie Bezpieczeństwa Organizacji Narodów Zjednoczonych pełniła funkcję przewodniczącej tego organu.